# Седжуик (окръг, Колорадо)
Вижте пояснителната страница за други значения на Седжуик.
Окръг Седжуик (на английски: Sedgwick County) е окръг в щата Колорадо, Съединени американски щати. Площта му е 1424 km², а населението - 2344 души (2017). Административен център е град Джулсбърг.